# 長崎郵便局
長崎郵便局
- 山形県西村山郡中山町にある郵便局。本記事にて記述する。

長崎簡易郵便局（ながさきかんいゆうびんきょく）
- 愛媛県南宇和郡愛南町にある簡易郵便局。局番号は61763。
- 宮城県黒川郡大郷町にある簡易郵便局。局番号は81748。

長崎郵便局（ながさきゆうびんきょく）は山形県東村山郡中山町にある郵便局。民営化前の分類では集配特定郵便局であった。

## 概要
住所：〒990-0499 山形県東村山郡中山町長崎430-1

## 沿革
- 1872年8月4日（明治5年7月1日） - 長崎郵便取扱所として開設[1]。
- 1875年（明治8年）1月1日 - 長崎郵便局（五等）となる。
- 1885年（明治18年）10月1日 - 貯金取扱を開始。
- 1894年（明治27年）1月1日 - 為替取扱を開始。
- 1897年（明治30年）3月21日 - 長崎郵便電信局となる。
- 1903年（明治36年）4月1日 - 通信官署官制の施行に伴い長崎郵便局となる。
- 1970年（昭和45年）1月18日 - 電話の加入および料金に関する簡易な事務を除く電話交換業務を山形電報電話局に、和文電報配達業務を寒河江電報電話局にそれぞれ移管[2]。
- 2007年（平成19年）10月1日 - 民営化に伴い、併設された郵便事業山形南支店長崎集配センターに一部業務を移管。
- 2012年（平成24年）10月1日 - 日本郵便株式会社発足に伴い、郵便事業山形南支店長崎集配センターを長崎郵便局に統合。

## 取扱内容
- 郵便、印紙、ゆうパック、内容証明
- 貯金、為替、振替、振込、国際送金、国債
- 生命保険、バイク自賠責保険、がん保険、引受条件緩和型医療保険
- ゆうちょ銀行ATM
- 東村山郡中山町内の集配業務

## 周辺
- 中山町役場
- 中山町総合体育館
- ひまわり温泉 ゆ・ら・ら
- 最上川

## アクセス
- JR左沢線 羽前長崎駅より徒歩約9分
- 山交バス 長崎元町停留所下車
- 山形自動車道 寒河江ICから南へ約3km
- 国道112号沿い
- 駐車場あり：8台